# Lista de deputados estaduais do Acre da 14.ª legislatura

Esta é a lista de deputados estaduais do Acre para a legislatura 2015-2019.

 

## Composição das bancadas
| Partido | Líder                  | Bancada | Posição      |
| ------- | ---------------------- | ------- | ------------ |
| PT      | Ney Amorim             | 5 / 24  | Governo      |
| PTN     | Josa da Farmácia       | 2 / 24  | Governo      |
| PMDB    | Eliane Sinhasique      | 2 / 24  | Oposição     |
| PP      | Gehlen Diniz           | 2 / 24  | Oposição     |
| PDT     | Jesus Sérgio           | 2 / 24  | Governo      |
| PROS    | Maria Antônia Barbosa  | 1 / 24  | Governo      |
| PSDC    | Eber Machado           | 1 / 24  | Governo      |
| PSB     | Manoel Moraes          | 1 / 24  | Governo      |
| PCdoB   | Dr. Janilson Leite     | 1 / 24  | Governo      |
| PSDB    | Luiz Gonzaga Alves     | 1 / 24  | Oposição     |
| PRB     | Juliana Oliveira       | 1 / 24  | Oposição     |
| PRP     | André da Droga Vale    | 1 / 24  | Governo      |
| PV      | Nelson Sales           | 1 / 24  | Independente |
| PSD     | Jairo Carvalho         | 1 / 24  | Independente |
| DEM     | Antônio Pedro Mendonça | 1 / 24  | Oposição     |
| PR      | Whendy Lima            | 1 / 24  | Oposição     |

## Deputados Estaduais
Estavam em jogo vinte e quatro cadeiras na Assembleia Legislativa do Acre.
| Número | Deputados estaduais eleitos | Partido | Votação | Percentual | Cidade onde nasceu | Unidade federativa |
| 13690  | Ney Amorim                  | PT      | 10.213  | 2,52%      | Rio Branco         | Acre               |
| 13123  | Daniel Zen                  | PT      | 7.499   | 1,85%      | Rio Branco         | Acre               |
| 13012  | Jonas Lima                  | PT      | 7.222   | 1,78%      | Mâncio Lima        | Acre               |
| 19019  | Josa da Farmácia            | PTN     | 6.933   | 1,71%      | Cruzeiro do Sul    | Acre               |
| 13000  | Lourival Marques            | PT      | 6.585   | 1,62%      | Rio Branco         | Acre               |
| 13013  | Leila Galvão                | PT      | 6.167   | 1,52%      | Brasileia          | Acre               |
| 90000  | Maria Antônia Barbosa       | PROS    | 6.100   | 1,50%      | Brasileia          | Acre               |
| 27000  | Eber Machado                | PSDC    | 5.300   | 1,31%      | Rio Branco         | Acre               |
| 40234  | Manoel Moraes               | PSB     | 5.180   | 1,28%      | Rio Branco         | Acre               |
| 15120  | Chagas Romão                | PMDB    | 4.893   | 1,21%      | Xapuri             | Acre               |
| 65789  | Janilson Leite              | PCdoB   | 4.439   | 1,09%      | Tarauacá           | Acre               |
| 15555  | Eliane Sinhasique           | PMDB    | 4.138   | 1,02%      | Guaíra             | Paraná             |
| 19100  | Raimundinho da Saúde        | PTN     | 3.886   | 0,96%      | Cruzeiro do Sul    | Acre               |
| 45121  | Luiz Gonzaga Alves          | PSDB    | 3.833   | 0,95%      | Cruzeiro do Sul    | Acre               |
| 11122  | Nicolau Júnior              | PP      | 3.827   | 0,94%      | Cruzeiro do Sul    | Acre               |
| 10123  | Juliana Oliveira            | PRB     | 3.813   | 0,94%      | Rio Branco         | Acre               |
| 11111  | Gehlen Diniz                | PP      | 3.785   | 0,93%      | Sena Madureira     | Acre               |
| 44777  | André da Droga Vale         | PRP     | 3.733   | 0,92%      | Rio Branco         | Acre               |
| 43333  | Nelson Sales                | PV      | 3.557   | 0,88%      | Sena Madureira     | Acre               |
| 12222  | Jesus Sérgio                | PDT     | 3.483   | 0,86%      | Tarauacá           | Acre               |
| 55456  | Jairo Carvalho              | PSD     | 3.134   | 0,77%      | Rio Branco         | Acre               |
| 25456  | Antônio Pedro Mendonça      | DEM     | 2.876   | 0,71%      | Xapuri             | Acre               |
| 22555  | Whendy Lima                 | PR      | 2.701   | 0,67%      | Rio Branco         | Acre               |
| 12300  | Heitor Júnior               | PDT     | 2.683   | 0,56%      | Guajará-Mirim      | Rondônia           |